# NGC 37

NGC 37

إن جي سي 37 أو NGC 37 هي مجرة محدبة تقع في كوكبة العنقاء، وتقرب من 42 فرسخ فلكي (137,000 سنة ضوئية) في حين يصل قطرها إلى حوالي 12.9 مليار سنة.

## وصلات خارجية
- NGC 37 على موقع ويكي سكاي: DSS2, SDSS, GALEX, IRAS, Hydrogen α, X-Ray, Astrophoto, Sky Map, Articles and images